# Преображенка (Кокпектинський район)
Преображе́нка (каз. Преображенка) — село у складі Кокпектинського району Абайської області Казахстану. Адміністративний центр сільського округу імені Койгельди Аухадієва.
Населення — 1159 осіб (2021; 1618 у 2009, 1862 у 1999, 1916 у 1989).
Національний склад станом на 1989 рік:
- росіяни — 64 %
- німці — 26 %